# اقناع
اِقناع (راضی کردن) نقطه اوج مبحث ارتباطات است. مصدر آن قناعت است و قناعت یعنی بسندگی، سیری، اشباع، بی‌نیازی و به ثمر نشستن و کامل شدن؛ و این‌ها همه نشانه‌هایی از پیروزی و رضایت‌مندی است. 
سخنرانی عالی ترین نوع ارتباطات انسانی هست که پایه اصلی آن اقناع می‌باشد. لازم بذکر است که فرآیند اقناع بر خلاف تصور رایج بسیار ساده می‌باشد که عبارت اند از: منبع پیام، حقیقت سازی، تحریک احساسات. البته لازم بذکر است که اقناع خطابی با اثبات سروکار ندارد و کسانی که فکر می‌کنند در سخنرانی باید دست به اثبات بزنند، هرگز نمی‌توانند از عهده کار سربلند بیرون بیایند. مراد از منبع پیام آن اعتبار و سنجه‌ایست که پیام از آن ساطع و نقل می‌گردد و نقش بسزایی در اقناع مخاطب دارد. لازم بذکر است که منبع پیام از خود پیام مهم‌تر می‌باشد. در حقیقت سازی دست میزنیم به چیزهایی که مخاطب می‌داند، می‌فهمد و یا می‌خواهد. لازم بذکر است که حقیقت با واقعیت متفاوت است و ممکن است حقایق زمانی واقعیت داشته‌اند یا هم اکنون واقعیت دارند و یا قرار هست به واقعیتی تبدیل بشوند. تحریک احساسات یعنی کاری کنیم که مخاطب نسبت به آن احساس آگاه شود. مثلا ایجاد احساس فقدان یکی از شیوه های تحریک احساسات می‌باشد.
به‌طور کلی اقناع هدف اساسی و پایانی همه نوع رفتارهای ارتباطی است. ارتباط موفق و مؤثر آن گونه ارتباطی است که نتیجه دلخواه یعنی اقناع را به دنبال داشته باشد. در این صورت می‌توانیم به آن ارتباط متعالی نیز بگوییم.

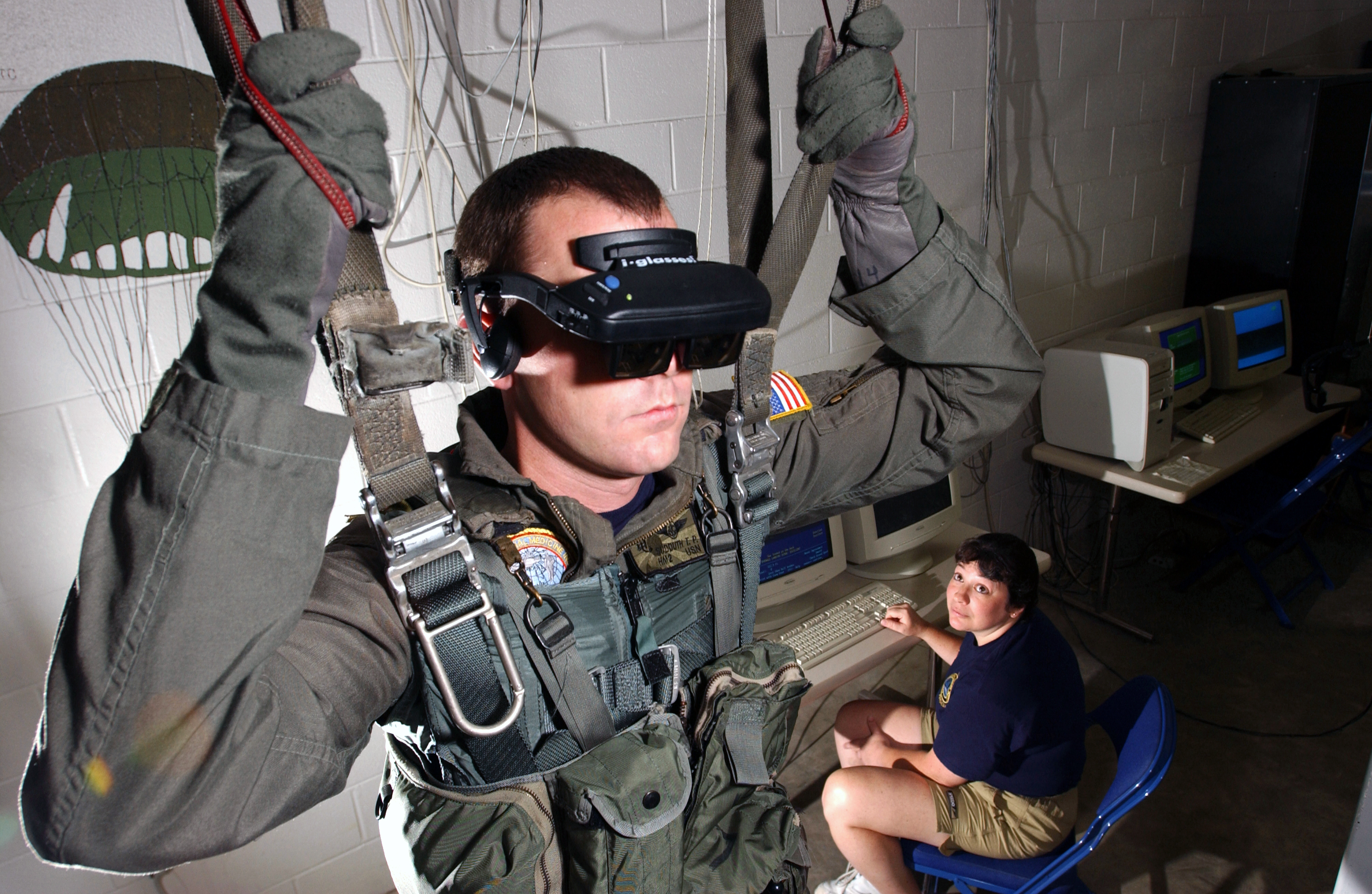
VR-Helm

من پیامی می‌فرستم و مخاطبان با دریافت این پیام سه نوع واکنش می‌توانند داشته باشند: رد و نفی، بی‌تفاوتی و خنثی، پذیرش و رضایت مندی. زمانی که حالت پذیرش رخ می‌دهد، می‌توان گفت که گیرنده و مخاطب اقناع شده است.
اقناع به عنوان فرایند ارتباطاتی تعریف می‌شود که در آن یک منبع شواهد و نتایجی را بیان می‌کند و هدف وی غالب آمدن بر دریافت‌کننده و ایجاد تغییری در وی است.
اقناع دارای صفاتی است که اشکال دیگر قدرت فاقد آن هستند زیرا دربردارنده خاصیت روان‌شناختی آزادی است و ترغیب‌شوندگان احساس می‌کنند که موافق میل خود اهداف و رهنمودهای تعیین شده را انجام می‌دهند. به نوعی اقناع عبارت است از تلاش صادقانه برای مجاب ساختن مخاطبان به پذیرش موضوع و خواسته‌ای به وسیلهٔ ارائه مناسب اطلاعات مربوط.
برخی احساس می‌کنند که اقناع و ترغیب واژه‌ای منفی است و حکایت از دخالتی غیرمنصفانه در افراد دارد. ما می‌خواهیم بیان کنیم که این واژه مثبت است و چنین نیست. اقناع متقاعد کردن افراد برای نگریستنی متفاوت و عمیق در مفاهیم و اشیاء است. زمانی که ما دیگران را قانع می‌کنیم در واقع به دنبال تغییر در رفتار، ادراک، قضاوت و غیره هستیم.
به‌طور کلی، ارتباط متقاعدگرایانه عبارت است از طرح هر پیامی که به قصد شکل‌دادن، تقویت یا تغییر پاسخ‌های شناختی، عاطفی و رفتاری دیگران طراحی شده باشد.
در اقناع ما به نوعی دنبال ترغیب مخاطب هستیم. ترغیب عبارت است از؛ تمهیدپردازی و آماده‌سازی، انگیزه‌سازی و برانگیختن مخاطبان در راستای متحقق ساختن اهداف عمدتاً تبلیغی. ابزارهای ترغیب عبارتند از شعر، موسیقی، آواز، دکور، آمار و ارقام و غیره.
فعالیت‌های شناخته شده رسمی و غیررسمی متعددی در جامعه رواج دارند که خواسته یا ناخواسته از فنون ارتباط متقاعدگرایانه استفاده می‌کنند و همواره هدفشان تأثیرگذاری بر مردم است. اطلاع‌رسانی، خبر، آموزش، مشاوره، تبلیغ و جنگ روانی در ردیف شناخته شده‌ترین انواع این‌گونه ارتباطات محسوب می‌شوند؛ بنابراین، نزدیک‌ترین واژه به بحث اقناع، تبلیغ است. در این راستا اشاره‌ای مختصر به بحث تبلیغ خواهیم کرد تا مرز بین آن‌ها روشن شود.
از نظر دفلور و دنیس، تبلیغ شکل کنترل شده‌ای از ارتباط متقاعدگرانه است که با توسل به راهبردهای مختلف می‌کوشد مخاطب خود را به خرید کالا یا خدمات متقاعد کند.
فرستادن پیام از سوی فرستنده و سازنده آن برای دیگران با هدف صورت می‌گیرد. بیشترین هدف از ارتباط با دیگران و فرستادن پیام، تشویق گیرنده به تغییر رفتار، نگرش، باور، ارزش یا دیدگاه، مطابق نظر فرستنده است که به آن «اقناع» می‌گویند.

## تاریخچه متقاعدسازی
تاریخچه متقاعدسازی به دو برهه زمانی تقسیم می‌شود:
برهه اول، یعنی دوره یونان باستان که در آن از این مفهوم در چارچوب مفاهیم نفوذ و تأثیرگذاری کلامی استفاده و اصطلاح «معانی و بیان» به آن گفته می‌شد. برهه دوم که از حدود اوایل قرن بیستم شروع شد و در آن مفهوم متقاعدسازی به عنوان کوششی برای تغییر باورها، نگرش‌ها و رفتار مردم در شاخه روان‌شناسی اجتماعی به گونه‌ای نظام یافته بررسی و مطالعه شده است.

## ویژگی‌های فرایند ارتباطات اقناعی
ارتباطات اقناعی دارای ویژگی‌هایی است که برخی از آن‌ها عبارتند از:
هدف و نیت خیر: 
هدف ارتباطات اقناعی باید از آلودگی‌ها پاک بوده و از خلوص بهره‌مند باشد.
صداقت:
صداقت و راستی به جان‌ها نور اعتماد می‌بخشد و اعتماد سنگ بنای رفیع قناعت و اجابت است.
نه سیاه، نه سفید، خاکستری:
مطلق انگاری شایسته انسان خردورز نیست. مطلق انگاری، یکی از موانع برقراری ارتباط اقناعی نیز می‌باشد.
صراحت:
زبان بی غل و غش یکی از ابزارهای مفید متقاعدسازی است.
منفعت:
ذات و جوهره انسان بر منفعت طلبی سرشته است و همه تحرک‌ها و تلاش‌های انسان برای کسب منفعتی یا دفع خطری است.
دوسویه و تعاملی:
از لوازم اساسی و ضروری متقاعدسازی وجود فضای امن تبادل آراء و گفتگو و تعامل است.
زبان آشنا:
از دیگر مؤلفه‌های مهم اقناع، زبان آشنای مفاهیم است. آشنا در برابر غریبه است و زبان غریبه زبانی است که مخاطب آن را آشنا نیابد، به راحتی به ذهن نیاید و انرژی و توان بسیاری برای ادراکش لازم آید.
مستند و مستدل:
از نشانه‌های مستحکم بودن هر سخن، مستدل بودن آن است؛ یعنی دلالت دادن به دلایل و براهین روشن و قابل قبول.
ابزار مناسب:
از دیگر اصول و مؤلفه‌های اقناع و متقاعدسازی، انتخاب ابزار و مجرای مناسب برای حمل و نقل و ارسال و انتشار پیام است.
معقول و منطقی:
محتوای پیامی که اقناع مخاطبان را نشانه گرفته، ناگزیر می‌باید به سلاح عقلانیت و تفکر منطقی مجهز باشد.
منشأ مشروع:
هرگونه پیامی نشأت گرفته از منبع و بستری است که کیفیت آن منبع و بستر در ساختار و محتوای پیام تجلی می‌یابد و می‌تواند یکی از مؤلفه‌های نحوه تأثیرگذاری بر مخاطبانش باشد.
آراستگی و پیراستگی (جذابیت):
مقصود آن است که از معطر کردن و ملاحت بخشیدن به پیام‌ها و در یک‌کلام زیباسازی آن‌ها غفلت ننماییم.
هم ترازی با مخاطب (مخاطب شناسی):
مجموعه عناصر هدف، منبع، پیام و ابزار باید با مخاطب در یک تراز باشد.

## ارتباطات اقناعی
یکی از چارچوب‌های عمده مأخذ ما در برنامه‌ریزی ارتباطات اقناعی روان‌شناسی است. نقطه شروع فرمول م اُ پ است.
ارتباط فی نفسه واکنش نیست اما عمدتاً رابطه‌ای است که با انتقال محرک و بروز واکنش شکل می‌گیرد. فردی که در میان این روابط قرار دارد به عنوان ربط دهنده عمل می‌کند و ما نقش او را با نشان دادن موقعیت جعبه سیاه نمایش می‌دهیم.
نگرش‌ها سیم‌کشی درون جعبه سیاه بوده و رابطه بین فرد و محیط او را توضیح می‌دهند. در عام‌ترین سطح عقاید و نگرش‌های فرد به عنوان میانجی بین نیازهای درونی او و محیط بیرونی عمل می‌کنند.
به عبارتی می‌توان گفت که نگرش به عنوان مکانیزمی ذخیره‌ساز و انتقال دهنده عمل می‌کند. در یک جهت زمانی، زمان حاضر را به زمان گذشته پیوند می‌دهد و در جهت زمانی دیگر، حال را با آینده مربوط می‌کند.
در بطن استراتژی ارتباطات، توجه اصلی معطوف نگرش و رفتار مردم است. در اصل ما می‌خواهیم نگرش یا ذهنیت یک نفر را دربارهٔ چیزی تغییر دهیم، به این امید که در موقعیت مناسب او بر طبق آرزوهای ما عمل کند.

## پنج طرح پایه‌ای اقناع

### طرح محرک
این طرح فقط دو عنصر از چهار عنصر فراگیری را دربردارد. اقراری ساده و شجاعانه در طرح محرک – پاسخ این است که وقتی دو تجربه به‌طور هم‌زمان یا در توالی تنگاتنگ صورت می‌گیرد وقوع یکی از عوامل باعث وقوع دیگری می‌شود. طرح محرک – پاسخ تحت شرایطی که حضور عوامل انگیزشی و پاداشی را به حداقل می‌رساند به بهترین وجه کار می‌کند. تکنیک‌های مرتبط به طرح محرک – پاسخ عبارتند از تکنیک تکرار و مجاورت.

### طرح شناختی
طرح شناختی نسبت به ارتباطات اقناعی برداشتی با جهت‌گیری پیامی است. این مدل به نوعی امتداد طرح محرک – پاسخ است. در این طرح تمایل این است که مشکلاتی را که به خاطر کسب اطلاعات ناقص یا غلط توسط فرد یا گروه در نحوه درک انسان به وجود می‌آید تشخیص بدهیم و راه حل این است که تصمیم بگیریم چه حقایق معقول تری باید به مخاطب ارائه شود. شعار این طرح این پیام است: بگذارید واقعیت‌ها خود سخن بگویند.
در این طرح باید به تدارک پیام عقلایی توجه بسیاری داشت. از آنجایی که طرح شناختی تأکید بسیار زیادی بر عقلانیت بشر دارد، منطقی به نظر می‌رسد که انسان‌های عاقل تر در مقایسه با افراد کمتر عقلایی برای این شیوه مستعدترند. پس در این طرح رجحان دادن به خواست‌های عقلایی نسبت به خواست‌های احساسی در اولویت است.
طرح شناختی اغلب شامل قضاوت است. قضاوت نیز در برگیرنده مقایسه‌ای میان دو یا چند موضوع، ایده یا معیار است. وظیفه پیام‌گذاری که از شخص می‌خواهد تا دست به قضاوت بزند این است که از چارچوب مرجعی که شخص احتمالاً استفاده خواهد کرد آگاه شود. بسته به مورد یا فعالیتی که مدنظر است شاید پیام‌گذار بتواند در این چارچوب مرجع اثر بگذارد.
انواع گوناگون عدم تعادل‌ها، ناسازگاری‌ها و عدم انطباق‌هایی که شخص آن را تشخیص می‌دهد، نیروهایی را پدیدمی‌آورد که می‌توانند نگرش‌ها را تغییر دهند؛ بنابراین پیام‌گذار اقناعی می‌تواند از برداشت تحریک و تشویق ناسازگاری شناختی در میان مخاطبان استفاده کند.

### طرح انگیزشی
طرح انگیزشی عملکرد انگیزه‌ها و پاداش‌ها را مورد بررسی قرار می‌دهد. فرض مطرح در طرح انگیزش چنین است که: در غیاب نیازها و امیال برآورده نشده‌ای که نقش انگیزه را دارند فراگیری یا صورت نمی‌گیرد یا مقدار آن ناچیز است. در چنین طرحی استفاده از محرک‌های ایجاد انگیزه بسیار مهم است.

### طرح اجتماعی
این طرح بیان می‌کند که نگرش‌های افراد عمیقاً در گروهی که به آن تعلق دارند ریشه دارد. به این ترتیب رسوم، سنت‌ها، ارزش‌ها، مدها و … همگی بر رفتار و نگرش فرد تأثیر دارند. بر طبق این طرح، یکی از ویژگی‌های بشری این است که حساسیت زیادی نسبت به واکنش‌ها و عقاید دیگران دارند.
سه موضوع وجود دارند که با شکل تنگاتنگی با بررسی شخصیت و اقناع تداعی می‌شوند. وجه مشترک آن‌ها این است که همگی آسیب‌پذیری شخص در مقابل اقناع را تعیین می‌کنند. آن سه موضوع عبارتند از:
مفهوم فرویدی مکانیزم دفاع از خود، تفاوت‌های میان افراد با توجه به توانایی متقاعدکنندگی عام آن‌ها، شبه واکنش‌های انواع معینی از شخصیت‌ها، به ویژه خودکامگان. در زیر به تشریح هر کدام از آن‌ها می‌پردازیم.
مفهوم فرویدی مکانیزم دفاع از خود: فرد هر محرکی را که خود را تهدید کند حذف می‌کند. تعدای از این محرک‌ها درونی هستند و به تمایلاتی که باید کنترل شود اشاره دارند. سه مکانیزم یعنی بازداری، واپس رانی و انکار فرایند کنترل را توضیح می‌دهند.
شیوه بازداری به معنی آن است که انگیزه‌ای خاص زمانی که واکنش آشکاری در رابطه با آن انجام شود پذیرفته و در لیست انتظار گذاشته می‌شود. در حالت واپس رانی، این انگیزه به قدری خوب تحت کنترل در می‌آید که شخص وجود آن را فراموش می‌کند. انواع اشکال این مکانیزم عبارتند از: فرافکنی، استناد انگیزه به شخص دیگر و غیره.
در حالت انکار فرد تمام جنبه‌های ترس‌آور درک از محیط خود را محو می‌کند. اگر فرد نتواند بر ورود محرک‌ها کنترل داشته باشد، آن‌ها را به شکلی مهیج تغییر شکل می‌دهد و به سادگی پیام را دریافت نمی‌کند.

### تحریک‌پذیری عمومی افراد
اقناع شونده‌ترین افراد از نظر ایرونیگ جنیس؛ دارای عزت نفس اندکی هستند، توسط دیگران جهت دهی می‌شوند و در برابر ارائه سمبلیک با واکنش‌های همدلانه قوی و تصورات غنی پاسخ می‌گویند.
اما افرادی که از نظر جنیس کمتر به اقناع و تشویق پاسخ می‌گویند؛ دشمنی آشکار نسبت به مردمی که در زندگی با آن‌ها روبرو می‌شوند از خود نشان می‌دهند و تمایل به در حاشیه بودن دارند.
شخصیت خودکامه
روان شناسان توجه زیادی به ترکیب خصلتی موجود در بطن شخصیت خودکامه نشان داده‌اند. این علایم با نه متغیر به شرح زیر می‌باشند:
پیروی از آداب و رسوم
عبارت است از وفاداری شدید به آداب و سنت‌ها و ارزش‌های طبقه متوسط.
اطاعت خودکامانه
یعنی اطاعت و نگرش بی چون و چرا و غیرمنتقدانه نسبت به مقام‌های اخلاقی دلخواه در درون گروه.
تهاجم خودکامانه
در این حالت، تمایل به داشتن نظارت بر هر چیز و محکوم کردن، نفی و تنبیه افرادی که ارزش‌های سنتی را نقض می‌کنند، وجود دارد.
ضدعاطفی نگری
در این حالت فرد مخالف ذهنیت تحلیل گرایی و خوش فکری است.
خرافه پرستی و رفتار قالبی
اعتماد به عوامل صوفیانه در مورد سرنوشت افراد و گرایش به فکر کردن در مقولات مشخص بدگمانی، دشمنی تعمیم یافته و بدگویی از انسان‌ها.